# Pachyderes macrothorax
Pachyderes macrothorax là một loài bọ cánh cứng trong họ Elateridae. Loài này được Wiedemann miêu tả khoa học năm 1823.